# Бой израильских танкисток при Суфе и Холите
Бой изра́ильских танки́сток при Суфе́ и Холи́те — сражение войны в Газе, во время которого 7 октября 2023 года семь 20-летних израильских танкисток из батальона «Каракаль» вступили в бой с вооружёнными формированиями ХАМАС. Девушки сражались непрерывно на протяжении 17 часов, стреляя и давя террористов, вооружённых РПГ и другим оружием, и в итоге смогли ликвидировать около 50 хамасовцев и предотвратить продолжение нападения на юг.

## Предыстория
Приём женщин на боевые должности в ЦАХАЛе проходил довольно медленно. Процесс ускорился после 1995 года, когда молодая военнослужащая Элис Миллер попросила Верховный суд Израиля дать ей разрешение поступить на обучение лётчиков. В итоге хоть лично она не попала в 3 % прошедших квалификацию, но после поворотного решения Верховного суда Израиля перед женщинами-военнослужащими стало больше возможных боевых должностей в армии. Спустя пять лет, в 2000 году был создан первый батальон обороны «Каракаль».
27 октября 2022 года Армия обороны Израиля объявила, что создала экипажи танков, собранные полностью из женщин, и они успешно прошли двухгодичные испытания. Рота имеет на вооружении танки Меркава IV и находится на защите египетской границы в контрольно-пропускном пункте Таба. Начальник штаба Авив Кохави отметил: «Я верю, что женщины-танкисты профессионально и с большим успехом выполнят задачу по защите границ и составят значительную часть оперативных усилий ЦАХАЛа».

## Ход событий
7 октября 2023 года на праздник Симхат Тора боевики терористической группировки ХАМАС напали на кибуц Холит недалеко от южной части сектора Газа в рамках внезапного нападения на Израиль и убили не менее 13 человек. В резне приняли участие 11 боевиков. Но смертей могло быть намного больше.
Танковая рота батальона «Каракаль» под командованием капитана Карни находилась утром 7 октября на границе с Египтом на базе «Ницана», примерно в 40 км к югу от сектора Газа. Получив приказ, военные на двух танках Меркава IV и бронетранспортёре Намер выехали по шоссе 232 на север у границы с сектором Газа.
По воспоминаниям старшего сержанта Таль-Сары, увидев у кибуца Суфа подорванный и разбитый бронетранспортёр ЦАХАЛа и находящихся вокруг него раненых солдат, а затем и после шквального огня с трёх направлений, она стала осознавать, что они в состоянии войны. Она и другие 20-летние девушки не проходили специальный курс по ведению огня средствами боевого модуля «Самсон», и им пришлось делать это на месте, в бою с десятками террористов, вооружённых АК-47 и РПГ.
Один танк был оставлен возле пролома в пограничном заборе, чтобы блокировать движение террористов. Впоследствии второй танк и бронемашина оказались среди десятков террористов с РПГ и другим оружием. В разгар боя Карни вызвала с базы «Ницана» третий танк под командованием сержанта Офир, этот танк прибыл через два часа. Террористы были убиты, оставшиеся в живых отброшены за пограничный забор.
Один из танков «Меркава» под командованием лейтенанта Михаль начал помогать освобождать кибуц Суфа от сотни террористов ХАМАСа, и в итоге её команда после более чем 6-часового боя уничтожила десятки террористов.
Одновременно командир роты капитан Карни пересела из бронетранспортёра в танк и вела с командой бой в кибуце Холит и вокруг него, ликвидировав десятки хамасовцев. Затем танк под командованием Карни въехал сквозь закрытые главные ворота кибуца и, увидев двух террористов в засаде на обочине, просто переехал их. Они смогли отбить атаку на кибуц и предотвратить продолжение нападения хамасовцев на юг страны. Всего бой с участием роты Карни продолжался около 17 часов. В бою приняли участие семь 20-летних израильских танкисток: Хагар, Хила, Таль-Сара, Михаль, Карни, Офир и Тамар, которые смогли ликвидировать около 50 террористов. Их фамилии не названы из соображений безопасности.

## Реакция
По данным ЦАХАЛа, молодые женщины были первыми в истории женщинами-танкистками на западе, вступившими в активный бой, продлившийся 17 часов. Как отметил директор Ассоциации обороны Австралии Нил Джеймс, это, скорее всего, был первый в истории случай, когда женское бронетанковое подразделение участвовало в войне.
Как отметил 26 ноября 2023 года Авигдор Либерман: 

Каждый день, начиная с 7 октября, мы узнаём новые героические истории о храбрых и решительных женщинах, спасших жизни многих израильтян. Я хочу поблагодарить юных танкисток, которые в ту чёрную субботу сражались с беспрецедентной отвагой и мужеством и спасли целый кибуц Холит, уничтожив десятки террористов. Их история не может не вдохновлять. Агар, Хила, Таль-Сара, Михаль, Карни, Офир и Тамар — вы герои Израиля!
28 ноября 2023 года начальник Генштаба ЦАХАЛа Герци Ха-Леви встретился с этими танкистками и подчеркнул: 

Как вы знаете, в Израиле в последние годы идёт дискуссия о том, должны ли женщины служить в боевых подразделениях. Я говорю вам: иногда, чтобы что-то объяснить, нужно много говорить. Но я думаю, что в данном случае мы получили ответ без слов, ответ действием и борьбой.